# Dorota Siudek
Dorota Siudek, z domu Zagórska (ur. 9 września 1975 w Krakowie) – polska łyżwiarka figurowa, startująca w parach sportowych z mężem Mariuszem Siudkiem. Uczestniczka igrzysk olimpijskich (1998, 2002, 2006), brązowa medalistka mistrzostw świata (1999), dwukrotna wicemistrzyni (1999, 2000) i dwukrotna brązowa medalistka mistrzostw Europy (2004, 2007) oraz 9-krotna mistrzyni Polski (1995–2000, 2002–2004).
Po zakończeniu kariery amatorskiej w 2007 roku wraz z mężem zostali trenerami łyżwiarstwa figurowego w Toruniu, zaś Siudek została międzynarodową specjalistką techniczną w łyżwiarstwie figurowym (jazda indywidualna).

## Życiorys

### Kariera sportowa
Początkowo Dorota Zagórska występowała jako solistka, a następnie w parze z Januszem Komenderą.

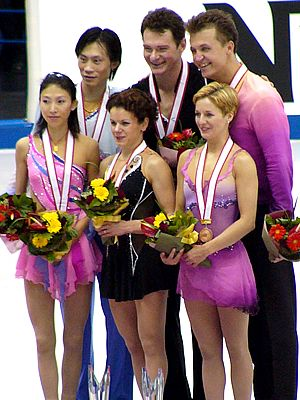
Od lewej, Pang / Tong (CHN), Pietrowa / Tichonow (RUS), Zagórska / Siudek na podium zawodów NHK Trophy 2004

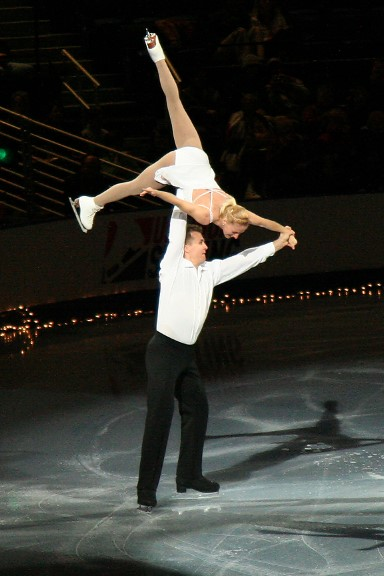
Podnoszenie łyżwiarskie z grupy 3 (ręka-biodro) z pozycją gwiazdy podczas pokazu mistrzów na Skate America 2006

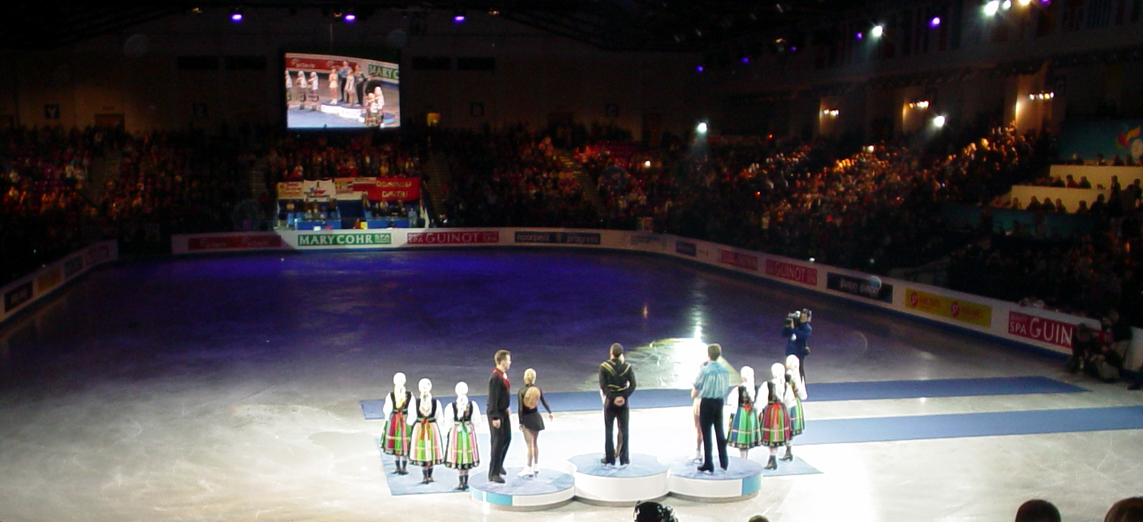
Dekoracja medalowa par sportowych na mistrzostwach Europy 2007 w Warszawie

Pomysł utworzenia nowej pary sportowej Zagórskiej z Mariuszem Siudkiem zasugerowała sędzina Anna Sierocka podczas zawodów Grand Prix de St. Gervais 1994, gdzie startowały dwie pary reprezentujące Polskę – Głuchowska i Siudek oraz Zagórska i Komendera. Obie pary wypadły na francuskich zawodach bardzo słabo zajmując kolejno 10. i 12. miejsce, a oba partnerstwa nie zwiastowały sukcesów w przyszłości. Zagórska pochodziła z Krakowa i pierwotnie to tam trenowała, ale po śmierci ojca w trakcie ich wspólnej podróży na trening zdecydowała się na przeniesienie do Oświęcimia. Przed podjęciem współpracy Zagórska i Siudek znali się tylko z widzenia, choć przez dwa lata trenowali na tym samym lodowisku.
Zagórska i Siudek zaczęli wspólne 8-godzinne treningi w 1995 roku. Od kwietnia do lipca, z powodu braku dostępu do lodowisk w Polsce, para trenowała w Rosji i Czechach. Ich dysproporcje fizyczne (ona 154 cm wzrostu i 44 kg wagi, on 187 cm wzrostu i 84 kg wagi) w połączeniu z odpowiednią techniką umożliwiły im wykonywanie efektownych podnoszeń łyżwiarskich, które stały się ich znakiem rozpoznawczym. Pomimo tego, zdarzyły im się dwa poważne wypadki. Jeden z nich podczas zawodów, drugi zaś na treningu w Warszawie, podczas którego Mariusz upuścił Dorotę w trakcie podnoszenia, co skończyło się dla niej trzydziestoma szwami na łuku brwiowym oraz szesnastoma szwami na kolanie. Ich słabszym elementem były skoki łyżwiarskie, pomimo tego, że w odróżnieniu od poprzedniej partnerki Siudka, Zagórska nie bała się ich wykonywać. Zagórska i Siudek byli niepokonani na arenie krajowej wygrywając mistrzostwa Polski za każdym razem, gdy brali w nich udział tj. w latach 1995–2000 i 2002–2004, łącznie zdobywając 9 tytułów mistrzów Polski.
W sezonie 1994/1995, obydwoje byli studentami, co umożliwiło im start w zimowej uniwersjadzie 1995 w Jacy, gdzie zdobyli srebrny medal. Był to ich pierwszy międzynarodowy sukces. Następnie zajęli 9. miejsce na mistrzostwach Europy i 16. lokatę na mistrzostwach świata. W kolejnych dwóch sezonach utrzymywali się w czołówce europejskiej. W 1995 roku zostali pierwszą polską parą sportową, która wystąpiła w zawodach z pierwszego cyklu Champions Series (później Grand Prix), Trophée de France 1995, gdzie zajęli 8. miejsce (wyprzedzili jedną parę). W 1997 roku weszli do pierwszej dziesiątki na mistrzostwach świata, gdzie zajęli 8. lokatę.
W sezonie olimpijskim 1997/1998 kontynuowali dobrą passę czego dowodem było czwarte miejsce na mistrzostwach Europy 1998 tuż przed rozpoczęciem Zimowych Igrzysk Olimpijskich 1998 w Nagano. W debiucie olimpijskim zajęli 10. lokatę. Na kończących sezon mistrzostwach świata zajęli piąte miejsce.
Kolejny sezon, 1998/1999 okazał się najlepszym w ich karierze. Podczas igrzysk dobrej woli zdobyli brązowy medal. Z kolei na mistrzostwach Europy 1999 w Pradze zdobyli srebro, które było czwartym medalem polskich łyżwiarzy na mistrzostwach Europy ogółem, a zarazem drugim medalem polskiej pary sportowej po brązowym medalu wywalczonym przez Zofię Bilorównę i Tadeusza Kowalskiego w 1934 roku, również w Pradze. Z kolei największy sukces w karierze Zagórska i Siudek odnieśli na zawodach kończących sezon, czyli mistrzostwach świata 1999 w Helsinkach, podczas których zdobyli brązowy medal, ustępując parze rosyjskiej Jelena Bierieżna / Anton Sicharulidze oraz parze chińskiej Shen Xue / Zhao Hongbo (w obu przypadkach późniejszym mistrzom olimpijskim). Był to pierwszy medal mistrzostw świata polskiej pary sportowej, a drugi w historii. W głosowaniu na najlepszego sportowca Polski w Plebiscycie Przeglądu Sportowego 1999 zajęli 13. miejsce.
W sezonie 1999/2000 Zagórska i Siudek, jako pretendenci do podium w każdych zawodach, w których brali udział, po raz pierwszy zdobyli medale zawodów z cyklu Grand Prix. Dwukrotnie wywalczyli brąz, na NHK Trophy 1999 oraz Trophée Lalique 1999. Ponadto zwyciężyli w Memoriale Ondreja Nepeli. Następnie po raz drugi z rzędu wywalczyli wicemistrzostwo Europy, za rosyjską parą Marija Pietrowa / Aleksiej Tichonow. Pierwotnie zajmowali trzecią lokatę, ale srebro zostało im przyznane po dyskwalifikacji Jeleny Bierieżnej i Antona Sicharulidze, którzy zostali pozbawieni tytułu mistrzów Europy po wykryciu w organizmie Bierieżnej zakazanej pseudoefedryny. Na mistrzostwach świata zostali sklasyfikowani na 5. miejscu. Ponadto zajęli 18. miejsce w głosowaniu na najlepszego sportowca Polski w Plebiscycie Przeglądu Sportowego 2000.
W sezonie 2000/2001 zajęli czwartą lokatę na Skate Canada International 2000 i trzecie miejsce na Cup of Russia 2000 co pozwoliło im na awans do finału Grand Prix 2000 w Tokio, gdzie zajęli czwarte miejsce. Na mistrzostwach Europy 2001 byli zmuszeni do wycofania się z zawodów po programie krótkim, z powodu kontuzji kostki Zagórskiej. Wrócili do rywalizacji na mistrzostwach świata, gdzie zajęli 6. miejsce.
Sezon olimpijski 2001/2002 rozpoczęli od czwartego miejsca na zawodach cyklu Grand Prix Cup of Russia 2001 i brązowego medalu na NHK Trophy 2001. Następnie wywalczyli srebrny medal igrzysk dobrej woli w Brisbane oraz czwarte miejsce na mistrzostwach Europy. Na Zimowych Igrzyskach Olimpijskich 2002 w Salt Lake City Siudek był chorążym reprezentacji Polski podczas ceremonii otwarcia igrzysk. Zagórska i Siudek swój występ w zawodach olimpijskich rozpoczęli od nieudanego programu krótkiego, po którym zajmowali ósmą pozycję. Po programie dowolnym zakończyli zmagania na miejscu siódmym. Sezon zakończyli szóstym miejscem na mistrzostwach świata.
Po występie na igrzyskach w Salt Lake City zdecydowali się na zmiany w sztabie trenerskim i nawiązanie współpracy z Richardem Gauthierem. W sezonie 2002/2003 wzięli udział w trzech zawodach z cyklu Grand Prix. Zajęli czwartą lokatę na Cup of Russia 2002 oraz zdobyli dwa medale: brąz na Bofrost Cup on Ice 2002 w Gelsenkirchen oraz srebro na NHK Trophy 2002 w Kioto. Co po raz drugi w karierze, dało im kwalifikację do finału Grand Prix w Petersburgu, gdzie ostatecznie zajęli piątą lokatę. Następnie na mistrzostwach Europy po raz drugi z rzędu zajęli czwarte miejsce, zaś mistrzostwa świata ukończyli na miejscu siódmym.
Wiosną 2003 roku zdecydowali się na wyjazd do Kanady, gdzie pierwotnie planowali zostać na stałe. Od sezonu 2003/2004 zaczęli trenować w St. Leonard: ich głównym trenerem został Gauthier, zaś choreografię układała dla nich Julie Bault. Na zawodach Grand Prix po raz kolejny zdobywali brązowe medale: podczas Skate Canada International 2003 oraz NHK Trophy 2003, a także zajęli czwarte miejsce na Cup of China 2003 w Pekinie. Ich największym sukcesem tamtego sezonu był brązowy medal mistrzostwach Europy w Budapeszcie, podczas których ustąpili obrońcom tytułu, rosyjskiej parze Tatjana Tot´mianina / Maksim Marinin oraz ich rodakom, parze Marija Pietrowa / Aleksiej Tichonow. Sezon zakończyli udziałem w mistrzostwach świata, gdzie zajęli 5. miejsce.
W sezonie 2004/2005 zdobyli dwa kolejne brązowe medale zawodów z cyklu Grand Prix: Skate Canada International 2004 w Halifaksie i NHK Trophy 2004 w Nagoi. Podczas ich trzeciego startu w zawodach cyklu Grand Prix, Cup of Russia, Dorota doznała kontuzji ramienia po upadku, co zmusiło ich do wycofania się nie tylko z tych zawodów, ale i z mistrzostw Europy. Do rywalizacji wrócili na ostatnie zawody w sezonie, mistrzostwa świata 2005, podczas których zajęli 7. pozycję.
W sezonie olimpijskim 2005/2006 po raz kolejny zdobywali brązowe medale zawodów cyklu Grand Prix, na: Cup of China 2005 oraz Cup of Russia 2005. Następnie zajęli piąte miejsce na mistrzostwach Europy. Podczas trzeciego występu olimpijskiego w karierze, na zimowych igrzyskach olimpijskich 2006 w Turynie zajęli 9. miejsce. Sezon zakończyli udziałem w mistrzostwach świata, gdzie również zajęli miejsce dziewiąte.
Pierwotnie Zagórska i Siudek planowali zakończenie kariery sportowej w 2006 roku po igrzyskach w Turynie, ale po przyznaniu Warszawie organizacji mistrzostw Europy 2007 zdecydowali na przedłużenie kariery o jeden sezon i występ przed własną publicznością. Ostatni sezon w karierze sportowej rozpoczęli od 5. miejsca na Cup of China 2006, następnie zajęli 4. miejsce na Cup of Russia 2006, a występy w zawodach z cyklu Grand Prix zakończyli srebrnym medalem na Skate America 2006 w Hartford. Zwieńczeniem sezonu, a zarazem ich kariery sportowej, były mistrzostwach Europy 2007 rozgrywane po raz drugi w historii, a po raz pierwszy od II wojny światowej w Warszawie. Po programie krótkim do piosenek z filmu Nigdy w życiu! zajmowali trzecią lokatę. Za program dowolny do utworów Fryderyka Chopina otrzymali 113,10 pkt, co dało notę łączną 170,91 pkt i drugi brązowy medal mistrzostw Europy w karierze. Później okazało się, że był to ich ostatni występ w karierze, gdyż nie wystąpili na mistrzostwach świata 2007 z powodu kontuzji kręgosłupa Siudka (miał taką samą kontuzję podczas swojego debiutu). Mariusz Siudek chciał zaryzykować i pomimo bólu zakończyć karierę startem, ale żona i trener odwiedli go od tej decyzji.

### Kariera trenerska
Tuż po zakończeniu kariery sportowej małżeństwo Siudków otrzymało propozycję pracy trenerskiej w prywatnym klubie MKS Axel Toruń. Ponieważ nie otrzymali żadnej propozycji współpracy ze strony Polskiego Związku Łyżwiarstwa Figurowego, zdecydowali się wrócić do Kanady, aby podziękować Gauthierowi za współpracę i po powrocie do Polski, latem 2007 roku, rozpoczęli pracę w Toruniu. Obydwoje postanowili zdobyć odpowiednie wykształcenie trenerskie, dlatego obydwoje ukończyli Akademię Wychowania Fizycznego i Sportu im. Jędrzeja Śniadeckiego w Gdańsku.
W ostatnim sezonie ich kariery sportowej równolegle przygotowywali się do rozpoczęcia kariery trenerskiej prowadząc zajęcia w sztabie szkoleniowym ich trenera Richarda Gauthiera w Kanadzie i towarzyszyli mu podczas prowadzonych przez niego seminariów. Tuż po zakończeniu kariery sportowej, za poleceniem Gauthiera zostali trenerami estońskiej pary Maria Sergejeva / Ilja Glebov oraz z prośbą o przyjęcie do ich grupy szkoleniowej w Toruniu zwróciła się brytyjska para Stacey Kemp / David King. Dorota i Mariusz Siudkowie byli głównymi trenerami obu par podczas igrzysk olimpijskich 2010 w Vancouver.
Ponadto Siudek została międzynarodowym specjalistą technicznym w łyżwiarstwie figurowym (jazda indywidualna).

### Życie prywatne
Dorota Zagórska i Mariusz Siudek zostali parą w życiu prywatnym po dwóch tygodniach od rozpoczęcia wspólnych treningów w 1994 roku. Zaręczyli się podczas bankietu po mistrzostwach świata 2000 w Nicei. Pobrali się 13 maja 2000 roku podczas ceremonii cywilnej w Oświęcimiu. Ich ślub kościelny i wesele odbyły się w Krakowie we wrześniu tego samego roku w Sukiennicach. Ślubu udzielił im Paweł Łukaszka, były bramkarz reprezentant Polski w hokeju na lodzie oraz „ówczesny duszpasterz sportowców”. 8 lipca 2009 roku na świat przyszedł ich syn Ryszard, który zaraz po rozpoczęciu nauki chodzenia otrzymał swoje pierwsze łyżwy od byłego trenera rodziców, Richarda Gauthiera. Ich syn rozpoczął oficjalne treningi łyżwiarstwa figurowego w sezonie 2015/2016, jego rodzice zaś zostali jego trenerami.
Po zakończeniu kariery osiedlili się w Toruniu.

## Osiągnięcia

### Z Mariuszem Siudkiem
| Zawody                        | 94–95          | 95–96          | 96–97          | 97–98          | 98–99          | 99–00          | 00–01          | 01–02          | 02–03          | 03–04          | 04–05          | 05–06          | 06–07          |                |                |                |                |
| Międzynarodowe                | Międzynarodowe | Międzynarodowe | Międzynarodowe | Międzynarodowe | Międzynarodowe | Międzynarodowe | Międzynarodowe | Międzynarodowe | Międzynarodowe | Międzynarodowe | Międzynarodowe | Międzynarodowe | Międzynarodowe | Międzynarodowe | Międzynarodowe | Międzynarodowe | Międzynarodowe |
| ----------------------------- | -------------- | -------------- | -------------- | -------------- | -------------- | -------------- | -------------- | -------------- | -------------- | -------------- | -------------- | -------------- | -------------- | -------------- | -------------- | -------------- | -------------- |
| Igrzyska olimpijskie          |                |                |                | 10             |                |                |                | 7              |                |                |                | 9              |                |                |                |                |                |
| Mistrzostwa świata            | 16             | 13             | 8              | 5              | 3              | 5              | 6              | 6              | 7              | 5              | 7              | 9              | WD             |                |                |                |                |
| Mistrzostwa Europy            | 9              | 6              | 7              | 4              | 2              | 2              | WD             | 4              | 4              | 3              |                | 5              | 3              |                |                |                |                |
| GP Finał Grand Prix           |                |                |                |                |                |                | 4              |                | 5              |                |                |                |                |                |                |                |                |
| GP Bofrost Cup on Ice         |                |                | 6              |                |                | 4              |                |                | 3              |                |                |                |                |                |                |                |                |
| GP Cup of China               |                |                |                |                |                |                |                |                |                | 4              |                | 3              | 5              |                |                |                |                |
| GP NHK Trophy                 |                |                | 7              |                |                | 3              |                | 3              | 2              | 3              | 3              |                |                |                |                |                |                |
| GP Cup of Russia              |                |                | 6              | 4              | 4              |                | 3              | 4              | 4              |                | WD             | 3              | 4              |                |                |                |                |
| GP Skate America              |                |                |                |                |                |                |                |                |                |                |                |                | 2              |                |                |                |                |
| GP Skate Canada International |                |                |                | 4              |                |                | 4              |                |                | 3              | 3              |                |                |                |                |                |                |
| GP Trophée Eric Bompard       |                | 8              |                |                |                | 3              | 5              | WD             |                |                |                |                |                |                |                |                |                |
| Igrzyska dobrej woli          |                |                |                | 3              |                |                |                | 2              |                |                |                |                |                |                |                |                |                |
| Memoriał Ondreja Nepeli       |                |                |                | 1              |                |                | 1              |                |                |                |                |                |                |                |                |                |                |
| Nebelhorn Trophy              |                | 4              |                | 4              |                |                |                |                |                |                |                |                |                |                |                |                |                |
| Skate Israel                  |                | 6              |                |                | 1              |                |                |                |                |                |                |                |                |                |                |                |                |
| PFSA Trophy                   |                |                | 1              |                |                |                |                |                |                |                |                |                |                |                |                |                |                |
| Golden Spin of Zagreb         |                |                | 1              |                |                |                |                |                |                |                |                |                |                |                |                |                |                |
| Czech Skate                   |                | 2              |                |                |                |                |                |                |                |                |                |                |                |                |                |                |                |
| Zimowa Uniwersjada            | 2              |                |                |                |                |                |                |                |                |                |                |                |                |                |                |                |                |
| Krajowe                       |                |                |                |                |                |                |                |                |                |                |                |                |                |                |                |                |                |
| Mistrzostwa Polski            | 1              | 1              | 1              | 1              | 1              | 1              |                | 1              | 1              | 1              |                |                |                |                |                |                |                |

### Z Januszem Komenderą
| Zawody                    | 93–94          |                |                |                |                |                |                |                |                |                |                |                |                |                |                |                |                |
| Międzynarodowe            | Międzynarodowe | Międzynarodowe | Międzynarodowe | Międzynarodowe | Międzynarodowe | Międzynarodowe | Międzynarodowe | Międzynarodowe | Międzynarodowe | Międzynarodowe | Międzynarodowe | Międzynarodowe | Międzynarodowe | Międzynarodowe | Międzynarodowe | Międzynarodowe | Międzynarodowe |
| ------------------------- | -------------- | -------------- | -------------- | -------------- | -------------- | -------------- | -------------- | -------------- | -------------- | -------------- | -------------- | -------------- | -------------- | -------------- | -------------- | -------------- | -------------- |
| Mistrzostwa Europy        | 18             |                |                |                |                |                |                |                |                |                |                |                |                |                |                |                |                |
| Grand Prix de St. Gervais | 12             |                |                |                |                |                |                |                |                |                |                |                |                |                |                |                |                |
| Krajowe                   |                |                |                |                |                |                |                |                |                |                |                |                |                |                |                |                |                |
| Mistrzostwa Polski        | 2              |                |                |                |                |                |                |                |                |                |                |                |                |                |                |                |                |

## Programy
Z Mariuszem Siudkiem
| Sezon   | Program krótki (SP) | Program dowolny (FS)                                                                                      |
| ------- | --- | --- |
| 2006–07 | - Nigdy w życiu! medley – Maciej Zieliński choreografia: Julie Marcotte, Julie Brault                                                                                              | - Fryderyk Chopin medley choreografia: Julie Marcotte, Julie Brault                                       |
| 2005–06 | - La vie en rose - Mackie Majcher – Kurt Weill choreografia: Julie Marcotte, Julie Brault                                                                                          | - Misja medley – Ennio Morricone choreografia: Julie Marcotte, Julie Brault                               |
| 2004–05 | - Un homme et son péché – Michel Cusson choreografia: Julie Marcotte, Julie Brault                                                                                                 | - The Mission – Ennio Morricone choreografia: Julie Marcotte, Julie Brault                                |
| 2003–04 | - The Legend of 1900 – Ennio Morricone choreografia: Julie Brault | - Koncert warszawski – Richard Addinsell choreografia: Julie Brault                                       |
| 2002–03 | - Władca Pierścieni medley – Howard Shore choreografia: Frantisek Blatak, Władimir Czernyszow                                                                                      | - Xotica – René Dupéré choreografia: Frantisek Blatak, Władimir Czernyszow                                |
| 2001–02 | - St. Louis Blues March – BBC Big Band - Pennsylvania 6500 – BBC Big Band - Sing, Sing, Sing – BBC Big Band, oryg. Louis Prima choreografia: Frantisek Blatak, Władimir Czernyszow | - Pan Tadeusz – Wojciech Kilar - Xotica – René Dupéré choreografia: Frantisek Blatak, Władimir Czernyszow |
| 2000–01 | - Kola – Czeska Orkiestra Narodowa choreografia: Frantisek Blatak, Władimir Czernyszow                                                                                             | - Pan Tadeusz – Wojciech Kilar - Xotica – René Dupéré choreografia: Frantisek Blatak, Władimir Czernyszow |
| 1997–98 | - Jezioro łabędzie – Piotr Czajkowski choreografia: Frantisek Blatak | - Doktor Żywago – Maurice Jarre choreografia: Frantisek Blatak                                            |